# بنیاد فرانکلین
بنیاد فرانکلین (به انگلیسی: Foundation Franklin) یک کشتی بود که طول آن ۱۵۶ فوت (۴۸ متر) بود. این کشتی در سال ۱۹۱۹ ساخته شد.